# آرامية غربية حديثة
الآرامية الغربية الحديثة هي لغة آرامية غربية. يتحدثها اليوم سكان ثلاثة قرى تقع في سلسلة جبال لبنان الشرقية في غرب سوريا.
تُعتبر هذه اللغة الوحيدة التي لم تنقرض من اللغات الآرامية الغربية. كما أنها الوحيدة من بين اللغات الآرامية الحديثة في شقها الغربي، إذ أن باقي اللغات الآرامية الحديثة هي شرقية.

## الوقت الحالي
يتحدث الآرامية الغربية الحديثة اليوم عدة الآف من الأشخاص الذي يتركزون في جبال لبنان الشرقية، وتحديدًا في معلولا في سوريا. يتشكل هؤلاء من المسيحيين والمسلمين الذين تمكنوا من تجنب التعريب الثقافي واللغوي بسبب العزلة الجبلية النائية في قراهم.

## مؤلفات
- Wehbi, Rimon (2017). Die aramäischen Wassermühlen in Maalula (بالألمانية). Heidelberg: Heidelberg University.
- Wehbi, Rimon (2021). "Zwei neuwestaramäische Texte über die Wassermühlen in Maalula (Syrien)". Mediterranean Language Review (بالألمانية). Wiesbaden: Harrassowitz Verlag. 28 (1): 135–153. DOI:10.13173/MLR.28.1.135. Archived from the original on 2024-06-24.